# Ajayan Bay
Ajayan Bay är en vik i Guam (USA).   Den ligger i kommunen Inarajan, i den södra delen av Guam, 25 km söder om huvudstaden Hagåtña.